# Саад-эд-дин
Саад-эд-дин (известен также под многими другим именами, в том числе как Ходжа Эффенди; 1536/7 — 1599 год) — османский политический деятель; считается первым турецким официальным историографом («вакаа-невис»).

## Биография
Родился в семье кади Недими Хасана Джана в Стамбуле (точная дата его рождения неизвестна). Получил хорошее образование в медресе, с 1556 года, сдав соответствующие экзамены, принадлежал к ильмие (одному из четырёх высших общественных институтов, представители которого занимались пропагандой ислама), служил при мечети в Стамбуле, в 1573 году получил учёную степень мюдеррислика (эквивалент профессора в европейских странах). В мае 1573 года занял в Манисе должность наставника будущего султана Мурада III, получив тогда же титул Хадже-и-султани (букв. «учитель султана») и хорошо себя проявив. После восшествия Мурада III на престол в 1574 году оказывал существенное влияние на государственные дела; с 1590 года был муфтием, а потом — шейх-уль-исламом, очень авторитетным в своих фетвах. В 1595 году, когда на османский престол взошёл Мехмед III, продолжил играть важную роль в решении различных вопросов внутренней и внешней политики. В 1596 году во время осады Эгера и 20 октября того же года во время Керестецкой битвы убедил лично командовавшего войсками султана не покидать поле боя, что, как считается, во многом способствовало одержанной в итоге турками победе. Храбрость, проявленная в Керестецкой битве, открывала перед Юсуфом Синаном-пашой дорогу к должности великого визиря. Одновременно с этим предыдущий великий визирь, Ибрагим-паша, оказывавший влияние на валиде Сафийе Султан, мать султана, бывшую фактической правительницей империи, впал в немилость, а вместе с ним и Саад-эд-дин, который уже 27 октября 1596 года, после назначения Юсуфа визирем, был оговорен, а 28 января 1597 года учёный лишился занимаемого им положения. Ему удалось избежать изгнания и было разрешено остаться в Стамбуле, но было запрещено вмешиваться в государственные дела. В этот период времени стал шейх-уль-исламом после смерти в 1598 году Бостанзаде Мехмеда Эффенди, несмотря на ряд протестов по этому поводу. В 1598 году как шейх-уль-ислам он вынес фетву против фактического отстранения султана от власти великим визирем Хадымом Хасаном-пашой, прося султана казнить его. После того как в марте 1598 года фактическая власть султана Мехмеда III была восстановлена, спустя год и два месяца после своей опалы, Саад-эд-дин вернулся в политику, восстановив прежнее положение, вновь оказывая влияние на государственные дела и получив титул джами-аль-риясатайн, успешно действуя при визирях Джеррахе Мехмеде-паше и в третий раз занявшем этот пост Ибрагиме-паше. Скончался в 1599 году во время молитвы.
Его перу принадлежит исторический труд, называемый «Ходжатарихи» («Учителева летопись») или «Тадж-ут-теварих» («Корона летописей»); в ней хронологически, по царствованиям, изложена история Османской династии от её начала до 1522 года; повествуя о царствовании какого-нибудь султана, Саад-эд-дин приводил вслед за тем сведения об учёных и поэтах, умерших в тот период. Несмотря на своё официальное положение, Саад-эд-дин был, как считается, беспристрастен к турецким султанам. Его труд оценивается как летописный свод сказаний, существовавших до него, но признаётся ценным источником по ранней турецкой истории. Стиль Саад-эд-дина, согласно оценке ЭСБЕ, «высокопарен, искусствен, пересыпан стихами», хотя сам автор считал его только средним и упрекал своего предшественника Идриса Бидлиси (1-я половина XVI века) в напыщенности. Кроме того, по приказу Мехмеда III он перевёл на османский язык с персидского два труда Муллы Муслиттина Лари и один Абдул-Кадира аль-Джилани.